# Vinton (Ohio)
Pour les articles homonymes, voir Vinton.
Vinton est un village américain situé dans le comté de Gallia, dans l'Ohio. Selon le recensement de 2010, sa population est de 222 habitants.